# جو كونيل
جو كونيل (بالإنجليزية: Joe Connell)‏ هو لاعب كرة قاعدة أمريكي، ولد في 16 يناير 1902 في بيت لحم في الولايات المتحدة، وتوفي في 21 سبتمبر 1977 في Trexlertown, Pennsylvania ‏ في الولايات المتحدة.

## وصلات خارجية
- جو كونيل على موقعبيزبول رفرنس.كوم (الدوري الرئيسي) (الإنجليزية)